# Прапор Сторожинецького району
Прапор Сторожинецького району — один з символів Сторожинецького району Чернівецької області. Затверджений 11 квітня 2003 року.

## Опис
Прямокутне полотнище із співвідношенням сторін 2:3. З нижніх кутів до середини верхнього краю піднімається зелений клин, виділений зазубрено чотирма щаблями, символізуючий ялину. На фоні клину зображення брунатного оленя із золотистими рогами у стрибку. Обабіч на синіх полях — по китиці жовтих букових горішків з листочками.